# Крістіан Гюнтер
Крістіан Ернст Гюнтер (швед. Christian Ernst Günther; 5 грудня 1886 — 6 березня 1966) — шведський політик та дипломат, міністр закордонних справ Швеції (1939—1945).

## Біографія
Народився в сім'ї шведського дипломата Ернста Гюнтера, його дід, Клаес Гюнтер, був прем'єр-міністром країни у 1856—1858 роках.
Навчався в Уппсальському університеті. Закінчив філософський факультет Лундського університету.
Поступив на державну службу в віці 30 років. З 1925 працював в міністерстві закордонних справ особистим секретарем прем'єр-міністрів Карла Брантінга і Рікарда Сандлера. У 1930 став радником міністерства закордонних справ. У 1931 отримав посаду шведського посланника при урядах Аргентини, Чилі, Уругваю і Парагваю. У 1934—1937 виконував обов'язки заступника міністра закордонних справ. У 1937—1939 був послом в Осло (Норвегія).
Після того, як Рікард Сандлер в 1939 році в знак протесту вийшов зі складу уряду, вважаючи, що Швеція надає недостатню підтримку Фінляндії під час Радянсько-фінської війни, Гюнтер став міністром закордонних справ в коаліційному уряді національної єдності П. А. Ганссона.
Перебував на посаді міністра до 1945 року.
Був обережним політиком-реалістом і одним з найбільш консервативних членів кабінету, який розумів обмежені можливості невеликої країни під час війни між великодержавними сусідами.
Головним досягненням Гюнтера в Швеції вважають захист нейтралітету країни під час Другої світової війни, що уникнула, таким чином, долю окупованої Норвегії і поразки Фінляндії у війні з СРСР. Швецію не торкнулися бойові дії, особливо в перший рік війни, хоча і довелося йти на поступки гітлерівській Німеччині в порушення загального принципу шведського нейтралітету.
За це він був підданий різкій критиці, не в останню чергу, з боку Норвегії.

## Нагороди
Шведські:
- Орден Серафимів (1942)[7]
- Орден Полярної зірки (1926, 1929, 1933, 1940)[8][9][10]

Іноземні:
- Орден Південного Хреста[11]
- Орден Данеброг[12]
- Орден Білої зірки[13]
- Орден Білої троянди[14]
- Орден Спасителя
- Орден Трьох зірок[13]
- Орден Великого князя Литовського Гедиміна[13]
- Орден Ацтекського орла[13]
- Орден Святого Олафа[12]
- Орден «Сонце Перу»[15]
- Орден Відродження Польщі[13]
- Орден Христа[16]
- Орден Заслуг німецького орла[13]